# VOTEFOR
株式会社VOTEFOR（ボートフォー、英称： VOTE FOR,INC.）は、東京都港区赤坂に本社を置くIT企業メーカー。「政治山」の運営で知られる。パイプドHD株式会社100％子会社。2018年にマイナンバーカードとブロックチェーンを使ったネット投票システムをつくば市に提供し日本初となった。